# Toni Arbonès Escoda
Toni Arbonès Escoda (Barcelona, 1 d'agost de 1967) és un escalador i ultrafondista català.
Durant la seva trajectòria esportiva ha destacat en la faceta d'escalador com a oberturista de vies, havent escalat en estil lliure diferents massissos del món. Entre les vies que ha obert cal destacar l'obertura de les vies 'Jamiro' al Taghia del Marroc el 1997, 'Mundo perdido' al Tepuy Roraima de Veneçuela el 1998, i 'Clandestina' a les Torres del Brujo, a la Patagònia xilena el 1999. També escalà la Free Rider, al Salathé Wall d'El Capitan, als EUA el 2002, la via Eternal flame de la Torre Sense Nom a la regió del Baltoro Kangri al Karakoram el 2003, i el Salto Ángel a Veneçuela el 2006, integrat en un equip internacional d'escaladors. A Catalunya ha obert vies a Siurana, Montsant i muntanyes de Prades i fou guarda del refugi Ciríac Bonet a Siurana entre el 1990 i el 2010. És coautor d'Escalades en les muntanyes de Prades (1992) i Guia d’escalades a Siurana (2003). També és el protagonista dels documentals Reflexions des de la vertical (2006) i En lo alto del baobab (2009), ambdós del realitzador Álvaro Sanz. Arbonès també ha destacat en l'ultrafons, especialitat que ha anat combinant progressivament amb l'escalada, i a la qual s'ha dedicat durant uns anys. Així, ha estat el vencedor de la segona edició de l'Ultra Trail Serra de Montsant, una cursa de 97 km de distància i 3.400 metres de desnivell positiu que es disputa al voltant del Parc Natural de la Serra de Montsant, a la comarca tarragonina de Priorat. En una altra faceta de la seva vida, Arbonès és també el propietari d'un càmping a Siurana.